# Where the Red Fern Grows (2003)
Where the Red Fern Grows é um filme de aventura americano de 2003 dirigido por Lyman Dayton e Sam Pillsbury e estrelado por Joseph Ashton, Dave Matthews, Ned Beatty e Dabney Coleman. Baseado no livro infantil de mesmo nome de Wilson Rawls, segue a história do garoto Billy Colman que compra e treina dois cães de caça da raça Redbone Coonhound para caçar guaxinins nos montes de Ozark.

## Elenco
- Joseph Ashton como Billy Coleman
- Dave Matthews como Will Coleman
- Renee Faia como Jenny Coleman
- Mac Davis como Hod Bellington
- Kris Kristofferson como Billy Coleman adulto
- Ned Beatty como o xerife Abe McConnell
- Dabney Coleman como vovô